# Daumantas van Pskov

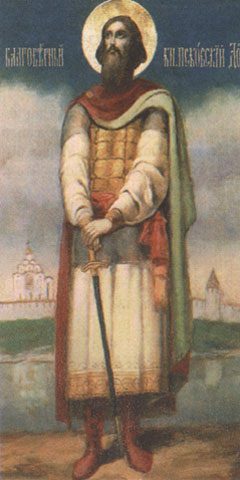
Dovmont van Pskov
Muurschildering in de Drievuldigheidskathedraal, Pskov

Daumantas of Dovmont (Russisch: Довмонт, Wit-Russisch: Даўмонт), doopnaam Timotheus (Russisch: Тимофей) (koninkrijk Litouwen, ca. 1240 - Pskov, 17 mei 1299), was een Litouwse vorst die het bekendst werd door zijn rol als militaire leider van Pskov tussen 1266 en 1299. Tijdens zijn ambtstermijn was Pskov de facto onafhankelijk van Novgorod.
In de Russisch-orthodoxe Kerk wordt hij als heilige vereerd, met zijn feestdag op 20 mei.

## Geschiedenis
Tot 1265 was Daumantas hertog van Nalšia, een noordelijke provincie van het koninkrijk Litouwen, en een bondgenoot van koning Mindaugas. De echtgenotes van Mindaugas en Daumantas waren zusters. In weerwil van deze familierelatie koos Daumantas zich te verbinden met Mindaugas neef Treniota, de hertog van Samogitië. Treniota had zijn macht binnen het vorstendom geleidelijk vergroot terwijl hij probeerde om een gemeenschappelijke Baltische opstand tegen de Duitse Orde en de Lijflandse Orde te organiseren.
In 1263 vermoordde Treniota Mindaugas en twee van zijn zonen. Als gevolg hiervan keerde Litouwen terug tot het heidendom voor de volgende 120 jaren. Volgens sommige kronieken zou Daumantas hierbij geholpen hebben als wraak ervoor dat Mindaugas na de dood van zijn echtgenote Morta de vrouw van Daumantas voor zich genomen zou hebben. Toen Mindaugas een groot leger naar Brjansk stuurde maakte Daumantas daar deel van uit, maar keerde plotseling terug en doodde Mindaugas en zijn zonen. Volgens de niet erg betrouwbare Kroniek van Bychowiec ontving Daumantas als beloning de titel Hertog van Utena.
Nadat Vaišvilkas, de oudste zoon van Mindaugas, in 1264 een verbond aanging met Sjvarn van Galicië-Wolynië kon hij wraak voor de dood van zijn vader nemen en Treniota vermoorden. Daumantas en zijn aanhangers vluchtten naar Pskov.

### Heerser van Pskov

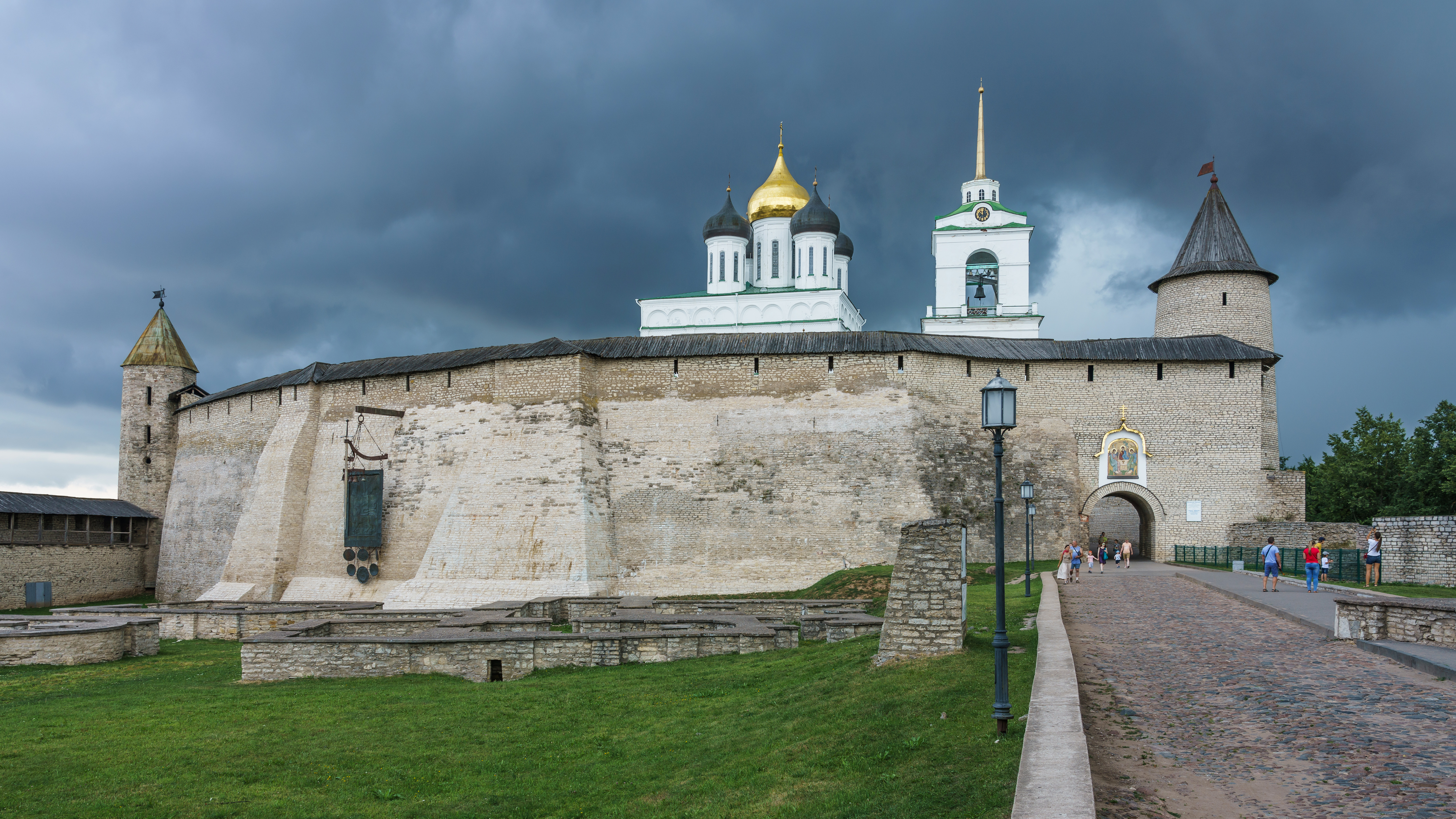
Stadsmuur van Pskov, gebouwd door Dovmont

Na aankomst in Pskov liet Daumantas zich in de Oosterse orthodoxie dopen, nam de christelijke naam Timotheus aan en trouwde met een dochter van Dmitri van Pereslavl, zoon van Alexander Nevski. Hij leidde de legers van Pskov tegen de Litouwers en versloeg deze aan de oever van de Westelijke Dvina. Vervolgens verwoestte hij het land van hertog Gerdenis van Nalšia en nam diens vrouw en twee zonen gevangen. Wegens het succes van zijn militaire onderneming werd hij in Pskov als knjaz gekozen.
De verkiezing van Daumantis, of Dovmont, werd door de Republiek Novgorod niet geaccepteerd. Jaroslav van Novgorod nam zich voor de inwoners van Pskov voor hun eigenzinnigheid te straffen en Dovmont te verdrijven. De burgers van Novgorod weigerden echter zijn campagne te steunen en bundelen hun krachten met Pskov om het daaropvolgende jaar Litouwen binnen te vallen. Dovmont keerde in triomf terug naar Pskov.
In het volgende jaar werd het verbond tussen Pskov en Novgorod versterkt door een invasie van de Lijflandse Orde. De legers van Pskov, geleid door Dovmont, brachten samen met de legers van Novgorod onder Jaroslav en zijn broer Dmitri  in de Slag van Rakvere (1268) de Orde een zware nederlaag toe. Het volgende jaar werd Pskov door grootmeester Otto von Lutterberg van de Orde belegerd. Dovmont sloeg met steun van Novgorod de aanval af en verwondde Lutterberg in de strijd. De Orde zocht vrede en hun aanvallen op Pskov en Novgorod hielden voor dertig jaar op.
In 1270 probeerde Jaroslav opnieuw Dovmont af te zetten en door een van zijn volgelingen te vervangen. De bevolking van Pskov kwam op voor Dovmont, en Jaroslav moest van zijn plannen afzien. Om zijn positie te versterken trouwde Dovmont met Maria, de dochter van Dmitri. In 1282, toen zijn schoonvader van Vladimir naar Koporje werd verdrongen, maakte Dovmont een uitval naar Ladoga, waar hij de schatkist van Dmitri bemachtigde en naar Koporje bracht. 
In 1299 viel de Lijflandse Orde onverwachts weer binnen en belegerde Pskov. Na hun verdrijving werd Dovmont ziek en stierf kort daarop. Zijn lichaam werd begraven in de Drievuldigheidskathedraal, waar zijn zwaard en persoonlijke bezittingen tot de 20e eeuw zouden worden tentoongesteld.
Volgens de kronieken van Pskov was er geen heerser meer geliefd bij de inwoners van Pskov dan Dovmont. Vooral zijn militaire vaardigheden en wijsheid worden geroemd. Na zijn heiligverklaring door de Russisch-orthodoxe Kerk werd hij als beschermheilige van Pskov beschouwd. De door Dovmont in de binnenstad van Pskov gebouwde vestingwerken werden bekend als de "Dovmontstad". Een kerk ter nagedachtenis aan hem werd daar in 1574 ingewijd.